# Biblioteca Nacional y Universitaria de la República Srpska
La Biblioteca Popular y Universitaria de la República Srpska (en serbio, croata y bosnio: Narodna i univerzitetska biblioteka Republike Srpske) es la biblioteca nacional de la República Srpska, ubicada en la ciudad de Bania Luka.

## Historia
El Comité para la creación de la Biblioteca Popular llegó a la conclusión de que la ciudad de Banja Luka estableció la Biblioteca Popular del Rey Pedro I el Gran Libertador el 25 de noviembre de 1935.c
La dirección de la Casa del Rey Pedro I proporcionó los locales necesarios para la biblioteca y el Ministerio de Educación ha designado a un maestro de primaria como bibliotecario; La administración de Royal Ban del municipio de Vrbas en Banja Luka determinó un subsidio anual constante; La asociación Prosvjeta y la Sala de Lectura Serbia de Banja Luka pusieron a disposición un número considerable de sus libros, y además los libros fueron cedidos por la Escuela Secundaria Gymnasium de Banja Luka y algunos propietarios privados.
La biblioteca contaba con 6.000 libros.
Se permitió a la Sociedad de la Asociación tomar prestados libros de la Biblioteca Central de Sarajevo.
El 26 de abril de 1936 en las instalaciones de la Casa del Rey Pedro el Gran Libertador, se inauguró de manera muy solemne la Biblioteca Nacional del Rey Pedro el Gran Libertador. Hasta ahora no había biblioteca pública en la ciudad de Banja Luka, así como en todas las provincias de Vrbas.
La junta ejecutiva más pequeña se preocupó por el establecimiento de estas instituciones y estaba compuesta por miembros del comité directivo para la creación de la Casa del Rey Pedro el Gran Libertador, de los representantes de la Sala de Lectura Serbia y las escuelas secundarias. El Dr. Demetrius Zakic participó como representante principal del Comité Selecto.
El 30 de julio de 1980 la Biblioteca Nacional cambia de nombre y se convierte en la Biblioteca Nacional y Universitaria "Petar Kocic". En 1999, el Gobierno de la República Srpska declara la Biblioteca Nacional y Universitaria de la República Srpska "Petar Kocic".
En diciembre de 1999, la Biblioteca Nacional y Universitaria de la República Srpska "Petar Kocic" pasó a denominarse Biblioteca Nacional y Universitaria de la República Srpska.